# Karvélas
Karvelas (Grieks: Καρβελάς) is een dorp op het schiereiland Mani in de heuvels nabij de havenstad Gytheio in Griekenland. Het heeft circa 100 huizen, verdeeld over twee heuvels, gescheiden door een centraal plein met een kerk en een drietal taverna's.